# 曹時
曹時（前2世纪—前131年），又作曹寿，一作曹畴，西汉第四代平阳侯。娶汉景帝之女阳信长公主为妻。

## 生平
曹時是西汉开国功臣曹参的曾孙。汉景帝四年（前154年），曹時继承平阳侯爵位。元光四年（前131年）平阳侯曹時逝世，谥曰夷。其子曹襄娶汉武帝女卫长公主为妻。

## 相关史料
- 《史記·曹相國世家》

平阳侯窋，高后时为御史大夫。孝文帝立，免为侯。立二十九年卒，谥为静侯。子奇代侯，立七年卒，谥为简侯。子时代侯。时尚平阳公主，生子襄。时病疠，归国。立二十三年卒，谥夷侯。子襄代侯。襄尚卫长公主，生子宗。立十六年卒，谥为共侯。子宗代侯。征和二年中，宗坐太子死，国除。

- 《汉书 卷五十五 卫青霍去病传第二十五》

平阳侯曹寿尚武帝姊阳信长公主。

曹壽（？—前131年），又名曹時，泗水郡沛縣（今江蘇省徐州市沛縣）人，是西漢景帝時期的駙馬，西漢開國功臣相國曹參的曾孫，平陽簡侯曹奇的兒子。

## 生平
景帝四年（即公元前154年），曹壽襲封平陽侯，迎娶漢景帝的嫡長女陽信公主（即漢武帝同母姐），授駙馬都尉，曹壽與陽信公主生下兒子曹襄，後來因病而返回封地。
元光四年（即公元前131年），也是襲封平陽候的第二十三年，曹壽因病去世，諡號為夷候。

### 史記中的記載
曹壽在《史記》中記載「名為曹時，曹參曾孫，尚漢武帝之同母姐陽信公主，生子曹襄。因病返回封國，為侯二十三年，去世，諡號為夷。」

### 迎娶陽信公主
曹壽是西汉初期名相曹參的曾孫，漢景帝把他的女兒陽信公主（史書中沒有記載她的名字）許配給曹壽。曹壽是平陽侯，因此陽信公主也被稱為平陽公主。

## 親屬

### 曾祖父曹參
西汉初期的曹参（約公元前240年－公元前178年），字子長，沛國譙縣（今安徽省亳州市）人，是西漢開國功臣之一。曹參早年曾擔任過酒泉校尉，後來隨著漢高祖劉邦發起起義，曹參加入了劉邦的軍隊，成為了一名重要的將領。他曾參加過楚漢戰爭，以及西汉對匈奴的戰爭，多次立下戰功。漢武帝即位後，曹參被任命為太尉，後來擔任過御史大夫、丞相等職務，對於西汉的政治和軍事事務都有著深遠的影響。他一生勤政愛民，注重農業生產和水利建設，被譽為「西漢開國功臣之一」和「太尉之綏靖者」。

## 相關史書記載
- 《史記·曹相國世家》

平阳侯窋，高后时为御史大夫。孝文帝立，免为侯。立二十九年卒，谥为静侯。子奇代侯，立七年卒，谥为简侯。子时代侯。时尚平阳公主，生子襄。时病疠，归国。立二十三年卒，谥夷侯。子襄代侯。襄尚卫长公主，生子宗。立十六年卒，谥为共侯。子宗代侯。征和二年中，宗坐太子死，国除。

- 《汉书 卷五十五 卫青霍去病传第二十五》

平阳侯曹寿尚武帝姊阳信长公主。

- 《汉书 卷五十五 卫青霍去病传第二十五》

“初，青既尊贵，而平阳侯曹寿有恶疾就国，长公主问：‘列侯谁贤者？’左右皆言大将军。主笑曰：‘此出吾家，常骑从我，奈何’。左右曰：‘于今尊贵无比。’于是长公主风白皇后，皇后言之，上乃诏青尚平阳主。”

- 《史記》

“名為曹時，曹參曾孫，尚漢武帝之同母姐陽信公主，生子曹襄。因病返回封國，為侯二十三年，去世，諡號為夷。”

## 曹壽的兩個名字
一個人在歷史書上有兩個名字是正常的，史書在紀錄的時候難免會有錯漏，就比如曹壽，在《漢書》記載中叫曹壽，在《史記》記載中卻叫曹時，這兩個名字都可能是對的，但我們也無法探究。

### 相關的猜測
關於曹壽名字的猜測主要有三個，第一個是《漢書》記載的曹壽，第二個是《史記》記載的曹時，第三個則是曹疇。

### 曹壽
支持曹壽的人認為《漢書》作者班固和班昭是東漢歷史學家，在東漢時期，關於西漢人物的記載應該會較多。

### 曹時
支持曹時的人認為《史記》作者司馬遷是西漢武帝時期史學家，離曹壽的時代較接近，錯的可能性較小。

### 曹疇
支持曹疇的人認為《漢書》和《史記》在紀錄的時候可能會有筆誤，「疇」與「壽」和「時」相似，所以他們推測史學家可能是把「疇」字寫錯了。